# Karol Endlicher
Karol Endlicher, uváděn též jako Karel Endlicher (21. října 1873 Trnava – ???), byl slovenský a československý politik a meziválečný senátor Národního shromáždění za Československou sociálně demokratickou stranu dělnickou.

## Biografie
Profesí byl malířem v Trnavě.
V parlamentních volbách v roce 1920 získal za Československou sociálně demokratickou stranu dělnickou senátorské křeslo v Národním shromáždění, kde zasedal do roku 1925.